# 4 Wheel Drive
4 Wheel Drive är en tidning som handlar om terräng- och transportbilar.

### Fotnoter
1. ↑  Året Runt, Libris 3616554
2. ↑  TS-kontrollerad upplaga 2006